# Nashua (New Hampshire)
Nashua is een plaats (city) in de Amerikaanse staat New Hampshire, en valt bestuurlijk gezien onder Hillsborough County.

## Demografie
Bij de volkstelling in 2000 werd het aantal inwoners vastgesteld op 86.605. In 2006 is het aantal inwoners door het United States Census Bureau geschat op 87.157, een stijging van 552 (0,6%).

## Geografie
Volgens het United States Census Bureau beslaat de plaats een oppervlakte van 82,5 km², waarvan 80,0 km² land en 2,5 km² water.

## Plaatsen in de nabije omgeving
De onderstaande figuur toont nabijgelegen plaatsen in een straal van 16 km rond Nashua.

## Geboren
- Judd Gregg (14 februari 1947), politicus
- Paul Michael Levesque (Triple H) (27 juli 1969), worstelaar
- Ray LaMontagne (18 juni 1973), folksinger-songwriter
- Mandy Moore (10 april 1984), zangeres en actrice